# Cyprinodon
Cyprinodon là một chi cá trong họ Cyprinodontidae thuộc bộ cá chép răng (bộ cá sóc).

## Các loài
Hiện hành có 49 loài được ghi nhận trong chi này:
- Cyprinodon albivelis W. L. Minckley & R. R. Miller, 2002
- Cyprinodon alvarezi R. R. Miller, 1976 (Potosi pupfish)
- Cyprinodon arcuatus W. L. Minckley & R. R. Miller, 2002
- Cyprinodon artifrons C. L. Hubbs, 1936
- Cyprinodon atrorus R. R. Miller, 1968
- Cyprinodon beltrani Álvarez, 1949
- Cyprinodon bifasciatus R. R. Miller, 1968
- Cyprinodon bobmilleri Lozano-Vilano & Contreras-Balderas, 1999
- Cyprinodon bondi G. S. Myers, 1935
- Cyprinodon bovinus S. F. Baird & Girard, 1853
- Cyprinodon brontotheroides C. H. Martin & Wainwright, 2013
- Cyprinodon ceciliae Lozano-Vilano & Contreras-Balderas, 1993
- Cyprinodon dearborni Meek, 1909
- Cyprinodon desquamator C. H. Martin & Wainwright, 2013
- Cyprinodon diabolis Wales, 1930
- Cyprinodon elegans S. F. Baird & Girard, 1853
- Cyprinodon eremus R. R. Miller & Fuiman, 1987
- Cyprinodon esconditus Strecker, 2002
- Cyprinodon eximius Girard, 1859
- Cyprinodon fontinalis M. L. Smith & R. R. Miller, 1980
- Cyprinodon higuey C. M. Rodriguez & M. L. Smith, 1990
- Cyprinodon hubbsi Carr, 1936
- Cyprinodon inmemoriam Lozano-Vilano & Contreras-Balderas, 1993
- Cyprinodon julimes De la Maza-Benignos & Vela-Valladares, 2009
- Cyprinodon labiosus Humphries & R. R. Miller, 1981
- Cyprinodon laciniatus C. L. Hubbs & R. R. Miller, 1942
- Cyprinodon latifasciatus Garman, 1881
- Cyprinodon longidorsalis Lozano-Vilano & Contreras-Balderas, 1993
- Cyprinodon macrolepis R. R. Miller, 1976
- Cyprinodon macularius S. F. Baird & Girard, 1853
- Cyprinodon maya Humphries & R. R. Miller, 1981
- Cyprinodon meeki R. R. Miller, 1976
- Cyprinodon nazas R. R. Miller, 1976
- Cyprinodon nevadensis C. H. Eigenmann & R. S. Eigenmann, 1889
  - Cyprinodon nevadensis amargosae R. R. Miller, 1948
  - Cyprinodon nevadensis calidae R. R. Miller, 1948
  - Cyprinodon nevadensis mionectes R. R. Miller, 1948
  - Cyprinodon nevadensis nevadensis C. H. Eigenmann & R. S. Eigenmann, 1889
  - Cyprinodon nevadensis pectoralis R. R. Miller, 1948
  - Cyprinodon nevadensis shoshone R. R. Miller, 1948
- Cyprinodon nichollsi M. L. Smith, 1989
- Cyprinodon pachycephalus W. L. Minckley & C. O. Minckley, 1986
- Cyprinodon pecosensis A. A. Echelle & A. F. Echelle, 1978
- Cyprinodon pisteri R. R. Miller & W. L. Minckley, 2002
- Cyprinodon radiosus R. R. Miller, 1948
- Cyprinodon riverendi (Poey, 1860) (synonym: Cyprinodon jamaicensis, Fowler, 1939)
- Cyprinodon rubrofluviatilis Fowler, 1916
- Cyprinodon salinus R. R. Miller, 1943
  - Cyprinodon salinus milleri LaBounty & Deacon, 1972
  - Cyprinodon salinus salinus R. R. Miller, 1943 (Death Valley pupfish, Salt Creek pupfish)
- Cyprinodon salvadori Lozano-Vilano, 2002
- Cyprinodon simus Humphries & R. R. Miller, 1981
- Cyprinodon suavium Strecker, 2005
- Cyprinodon tularosa R. R. Miller & A. A. Echelle, 1975
- Cyprinodon variegatus (Lacépède, 1803)
  - Cyprinodon variegatus baconi Breder, 1932
  - Cyprinodon variegatus ovinus (Mitchill, 1815)
  - Cyprinodon variegatus variegatus (Lacépède, 1803)
- Cyprinodon verecundus Humphries, 1984
- Cyprinodon veronicae Lozano-Vilano & Contreras-Balderas, 1993